# Listă de poeți: T
A - Ă - B - C - D - E - F - G - H - I - Î - J - K - L - M - N - O - P - Q - R - S - Ș - T - Ț - U - V - W - X - Y - Z

### T

#### Ta-Te
- Ales Tacer
- Geneviere Taggard
- Rabindranath Tagore, (1861-1941)
- Anton Tanc, (1887-1947)
- Torquato Tasso, (1544-1595)
- Allen Tate, (1899-1979)
- James Tate
- Veno Taufer, (născut în 1933)
- Vida Taufer, (1903-1966)
- Zora Tavcar
- Eleanor Ross Taylor
- Henry Taylor, (1800-1886)
- Sara Teasdale
- Marjan Telatko
- Alfred Tennyson, (1809-1892),
- Lucy Terry
- A.S.J. Tessimond

#### Th-To
- Ernest Thayer, (1863-1940)
- Alexander Theroux
- Jan Theuninck, (nascut in 1954)
- Dylan Thomas, (1914-1953)
- Edward Thomas, (1878-1917)
- R. S. Thomas, (1913-2000)
- John Thompson, (1845-1913), poet canadian
- Francis Thompson, (1859-1907)
- James Thomson, (1834-1882)
- James Thomson (Seasons)
- Tibullus, (c. 54 BC-19 BC)
- Chidiock Tichnascut ine, (1558-1586), conspirator si poet
- Thomas Tickell
- Ludwig Tieck, (1773-1853)
- Melvin B. Tolson
- Lovro Toman, (1827-1870)
- Margaret Tongue
- Jean Toomer
- Edo Torkar
- Igor Torkar, (născut în 1913)
- Ridgely Torrence

#### Tr-Tz
- Thomas Traherne
- Georg Trakl, (1887-1914)
- Michel Tremblay, (n. 1942), dramaturg, poet
- Calvin Trillin, (n. 1935),
- Ivan Zamejski Trinko, (1863-1954)
- Quincy Troupe
- Marina Țvetaeva, (1892-1941),  poetă rusă
- Kurt Tucholsky, (1890-1935),  poet german
- Thomas Tusser, poet englez din secolul XVI.
- Mary Tull,
- Ğabdulla Tuqay, (1886-1913), poet tătar
- Hone Tuwhare, (n. 1922)
- Julian Tuwim
- Jan Twardowski
- Pontus de Tyard, (aprox. 1521-1605)
- Fyodor Tyutchev, (1803-1873)
- Tristan Tzara, (1896-1963), fondatorul mișcării (Dadaism)